# Chialingosaurus kuani
Il chialingosauro (Chialingosaurus kuani) è un dinosauro erbivoro appartenente agli stegosauri, o dinosauri a piastre. Visse all'inizio del Giurassico superiore (Oxfordiano, circa 160 milioni di anni fa) e i suoi resti fossili sono stati ritrovati in Cina. È stato il primo stegosauro ad essere descritto in Cina.

## Descrizione
I fossili di questo dinosauro sono costituiti dallo scheletro parziale di un animale giovane (Maidment e Guangbiao, 2006), scoperto nel 1957 nella formazione Shaximiao superiore, nella regione del Sichuan. I resti sono molto incompleti e danneggiati, ma fanno supporre che l'animale in vita dovesse essere lungo circa 4 metri e pesare circa 150 chilogrammi. Non è nota la dimensione di un esemplare adulto. Come molti stegosauri, Chialingosaurus doveva possedere una doppia fila di piastre appiattite lungo il dorso, mentre sulla coda erano probabilmente presenti due file di spine. 

## Classificazione
I resti fossili, scoperti nel 1957 dal geologo Kuan nella contea di Quxian, furono descritti due anni dopo dal paleontologo C.C. Young e vennero assegnati al gruppo degli stegosauri. Nel 1969 Rodney Steel ritenne che Chialingosaurus possedeva caratteristiche primitive tali da poter essere considerato un possibile antenato di tutti gli stegosauri successivi. Altri studi più recenti indicano che il materiale su cui si basa Chialingosaurus è troppo incompleto e privo di caratteri diagnostici per poter essere classificato adeguatamente, ed è stato quindi considerato un nomen dubium. Altri stegosauri cinesi più conosciuti sono gli arcaici Huayangosaurus e Chungkingosaurus, il bizzarro Gigantspinosaurus e il "classico" Tuojiangosaurus. Il nome Chialingosaurus deriva dal fiume Chialing, nella Cina meridionale, presso cui sono stati scoperti i fossili.